# Anfiteatro romano di Liternum
L'anfiteatro romano di Liternum è un anfiteatro romano dell’antica città di Liternum, nei pressi dell’odierna Lago Patria nel comune di Giugliano in Campania in Italia.

## Storia e descrizione
Venne costruito a sud della città tra la fine del II secolo a.C. e l’inizio del I secolo a.C., pertanto è uno dei primi del suo genere. Una parte del livello superiore venne realizzata contro una collina, l’altra parte su delle strutture a volta. Un rifacimento della facciata esterna avvenne in epoca imperiale. Ha dimensioni calcolabili in m. 85/90 x 65/70. Poteva contenere circa 5000 spettatori. Probabilmente, come quello di Pompei, non era dotato di sotterranei.
Dopo le invasioni barbariche del V secolo d.C. che portarono all’abbandono di Liternum, l’anfiteatro seguì le sorti della città.

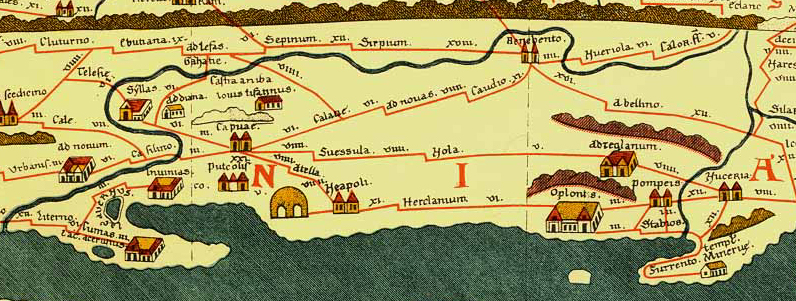
Liternum nella Tabula Peutingeriana

Venne scoperto nel XX secolo, nonostante una parte della struttura non sia ancora stata dissotterrata. Dal 2016 fa parte del circuito del "Parco archeologico dei Campi Flegrei".